# Championnats du monde de cyclisme sur piste 1980
Navigation
Amsterdam 1979 Brno 1981
Les championnats du monde de cyclisme sur piste 1980 ont eu lieu à Besançon en France en 1980. En raison des Jeux olympiques de Moscou, seules dix épreuves sont au programme : 8 pour les hommes et 2 pour les femmes. Le keirin et le championnat du monde de course aux points professionnel font leur apparition au programme des championnats du monde. 

## Résultats

### Hommes

#### Podiums professionnels
| Compétition            | Or                                    | Argent                    | Bronze                          |
| ---------------------- | ------------------------------------- | ------------------------- | ------------------------------- |
| Keirin                 | Danny Clark Australie                 | Daniel Morelon France     | Niels Fredborg Danemark         |
| Vitesse individuelle   | Kōichi Nakano Japon                   | Masahito Ozaki Japon      | Daniel Morelon France           |
| Poursuite individuelle | Anthony Doyle Royaume-Uni             | Herman Ponsteen Pays-Bas  | Hans-Henrik Ørsted Danemark     |
| Course aux points      | Stan Tourné Belgique                  | Giovanni Mantovani Italie | Heinz Betz Allemagne de l'Ouest |
| Demi-fond              | Wilfried Peffgen Allemagne de l'Ouest | René Kos Pays-Bas         | Bruno Vicino Italie             |

#### Podiums amateurs
| Compétition       | Or                                          | Argent                            | Bronze                                 |
| ----------------- | ------------------------------------------- | --------------------------------- | -------------------------------------- |
| Course aux points | Gary Sutton Australie                       | Viktor Manakov Union soviétique   | Josef Kristen Allemagne de l'Ouest     |
| Demi-fond         | Gaby Minneboo Pays-Bas                      | Mattheus Pronk Pays-Bas           | Bartolome Caldentey Espagne            |
| Tandem            | Tchécoslovaquie Ivan Kucirek Pavel Martinek | France Yvon Cloarec Franck Depine | Italie Giorgio Rossi Floriano Finamore |

### Femmes
| Compétition            | Or                                 | Argent                          | Bronze                                  |
| ---------------------- | ---------------------------------- | ------------------------------- | --------------------------------------- |
| Vitesse individuelle   | Sue Novara États-Unis              | Galina Tsareva Union soviétique | Claudia Lommatzsch Allemagne de l'Ouest |
| Poursuite individuelle | Nadesja Kibardina Union soviétique | Karen Strong Canada             | Petra de Bruin Pays-Bas                 |

## Tableau des médailles
| Rang | Nation               | Or | Argent | Bronze | Total |
| ---- | -------------------- | -- | ------ | ------ | ----- |
| 1    | Australie            | 2  | 0      | 0      | 2     |
| 2    | Pays-Bas             | 1  | 2      | 1      | 4     |
| 3    | Union soviétique     | 1  | 2      | 0      | 3     |
| 4    | Japon                | 1  | 1      | 0      | 2     |
| 5    | Allemagne de l'Ouest | 1  | 0      | 3      | 4     |
| 6    | Grande-Bretagne      | 1  | 0      | 0      | 1     |
| -    | Belgique             | 1  | 0      | 0      | 1     |
| -    | Tchécoslovaquie      | 1  | 0      | 0      | 1     |
| -    | États-Unis           | 1  | 0      | 0      | 1     |
| 10   | France               | 0  | 2      | 1      | 3     |
| 11   | Italie               | 0  | 1      | 2      | 3     |
| 12   | Canada               | 0  | 1      | 0      | 1     |
| 13   | Danemark             | 0  | 0      | 2      | 2     |